# KEIRINグランプリ2024
KEIRINグランプリ2024（ケイリングランプリにーぜろにーよん）は、2024年12月30日に静岡競輪場にて行われた、KEIRINグランプリの40回目の開催。格付けはGP。優勝賞金は1億4000万円（本賞金のみは1億3300万円）。
なお、ここではKEIRINグランプリ2024シリーズ2日目に行われた、ガールズグランプリ2024（GGP）についても触れる。優勝賞金は1,430万円（副賞含む）。
大阪・関西万博協賛 KEIRINグランプリ2024・ガールズグランプリ2024の名称で開催された。

## 出場選手
- 2024年11月24日に行われた第66回朝日新聞社杯競輪祭決勝戦終了後、出場選手が決定された[4][5]。

- 車番は過去2回の静岡開催のKEIRINグランプリ同様、選考順位上位（GI優勝回数で古性・GI1回優勝の中での賞金順＝脇本→平原→郡司→北井・GI未勝利の賞金順）の者から順に、空いている車番の中から選ぶ形式で決定された（発表は前回同様、共同記者会見にて行った）[6][7][8]。

- 取得賞金順位は、当年11月24日時点による[9][10]。

| 番 | 選手名   | 府県   | 出場要件事項                                  | 出場回数          |
| -- | -------- | ------ | --------------------------------------------- | ----------------- |
| 3  | 郡司浩平 | 神奈川 | 全日本選抜（岐阜） 優勝                       | 05回目（2年ぶり） |
| 2  | 平原康多 | 埼 玉  | 日本選手権（いわき平） 優勝                   | 14回目（2年ぶり） |
| 7  | 北井佑季 | 神奈川 | 高松宮記念杯（岸和田） 優勝                   | 初出場            |
| 1  | 古性優作 | 大 阪  | オールスター（平塚）・寬仁親王牌（弥彦） 優勝 | 04回目（4年連続） |
| 9  | 脇本雄太 | 福 井  | 競輪祭（小倉） 優勝                           | 06回目（3年連続） |
| 4  | 眞杉匠   | 栃 木  | 選考用賞金獲得額 第6位                        | 02回目（2年連続） |
| 6  | 清水裕友 | 山 口  | 選考用賞金獲得額 第7位                        | 06回目（2年連続） |
| 8  | 新山響平 | 青 森  | 選考用賞金獲得額 第8位                        | 03回目（3年連続） |
| 5  | 岩本俊介 | 千 葉  | 選考用賞金獲得額 第9位                        | 初出場            |
| 99 | 犬伏湧也 | 徳 島  | 補欠選手                                      |                   |

## KEIRINグランプリ2024

### 競走成績
- 12月30日（月）[12][13][14][15][16][17]
- 誘導員: 岡村潤（静岡）[18]

| 着 | 番 | 選手名   | 齢 | 府県   | 期別 | 班 | 着差   | 上り | 決手   | SJHB | 状況           |
| -- | -- | -------- | -- | ------ | ---- | -- | ------ | ---- | ------ | ---- | -------------- |
| 1  | 1  | 古性優作 | 33 | 大 阪  | 100  | SS |        | 11.3 | 差し   |      | 重注（外帯線） |
| 2  | 6  | 清水裕友 | 30 | 山 口  | 105  | SS | 3/4身  | 11.3 | マーク |      |                |
| 3  | 9  | 脇本雄太 | 35 | 福 井  | 94   | SS | 1/2輪  | 11.5 |        | HB   |                |
|    |    |          |    |        |      |    |        |      |        |      |                |
| 4  | 3  | 郡司浩平 | 34 | 神奈川 | 99   | SS | 3/4輪  | 11.1 |        |      |                |
| 5  | 8  | 新山響平 | 31 | 青 森  | 107  | SS | 1身1/2 | 11.3 |        |      |                |
| 6  | 5  | 岩本俊介 | 40 | 千 葉  | 94   | SS | 1/2身  | 10.9 |        |      |                |
| 7  | 4  | 眞杉匠   | 25 | 栃 木  | 113  | SS | 1/2輪  | 11.2 |        |      |                |
| 8  | 2  | 平原康多 | 42 | 埼 玉  | 87   | SS | 1/2身  | 11.1 |        |      |                |
| 9  | 7  | 北井佑季 | 34 | 神奈川 | 119  | SS | 7身    | 11.8 |        | J    | 走注（押上げ） |

### 配当金額
| 1=5 | 1,830円 | (10) |

| 1=6 | 520円   | (06) |
| 1=9 | 330円   | (03) |
| 6=9 | 1,340円 | (22) |

| 1-5 | 3,010円 | (18) |

| 1=6 | 2,020円 | (08) |

| 1=6=9 | 3,190円 | (12) |

| 1-6 | 3,470円 | (10) |

| 1-6-9 | 19,300円 | (74) |

## ガールズグランプリ2024
- 2024年11月21日に行われた第2回競輪祭女子王座戦決勝戦終了後、出場選手が決定された[22]。

| 車番 | 1                 | 2                 | 3                   | 4                  | 5                  | 6                  | 7                  | 補欠               |
| ---- | ----------------- | ----------------- | ------------------- | ------------------ | ------------------ | ------------------ | ------------------ | ------------------ |
| 選手 | 児玉碧衣（福岡）C | 石井貴子（千葉）P | 佐藤水菜（神奈川）Q | 坂口楓華（愛知）\1 | 尾崎睦（神奈川）\2 | 尾方真生（福岡）\4 | 石井寛子（東京）\5 | 吉川美穂（和歌山） |
| 事項 | 9回目（9年連続）  | 5回目（4年ぶり）  | 5回目（3年連続）    | 3回目（2年連続）   | 4回目（6年ぶり）   | 4回目（4年連続）   | 11回目（2年ぶり）  | -                  |

【注釈】優勝者名横の記号は、C:オールガールズクラシック優勝（久留米）、P:パールカップ優勝（岸和田）、Q:競輪祭女子王座戦優勝（小倉）、\:選考用賞金獲得額上位（数字は順位）。

### 競走成績（ガールズ）
- 12月29日（日）[23]

| 着 | 番 | 選手名   | 齢 | 府県   | 期別 | 級班 | 着差  | 上り | 決ま り手 | S/J H/B | 個人 状況      |
| -- | -- | -------- | -- | ------ | ---- | ---- | ----- | ---- | --------- | ------- | -------------- |
| 1  | 7  | 石井寛子 | 38 | 東京   | 104  | L1   |       | 12.0 | 差し      |         |                |
| 2  | 3  | 佐藤水菜 | 26 | 神奈川 | 114  | L1   | 1輪   | 11.9 | 捲り      | JH      | 重注（斜行）   |
| 3  | 5  | 尾崎睦   | 39 | 神奈川 | 108  | L1   | 1/2身 | 11.8 |           |         |                |
|    |    |          |    |        |      |      |       |      |           |         |                |
| 4  | 4  | 坂口楓華 | 27 | 愛知   | 112  | L1   | 1/4輪 | 12.2 |           | B       |                |
| 5  | 1  | 児玉碧衣 | 29 | 福岡   | 108  | L1   | 1/2身 | 12.0 |           |         |                |
| 6  | 2  | 石井貴子 | 34 | 千葉   | 106  | L1   | 1/4輪 | 11.7 |           |         | 重注（内圏線） |
| 7  | 6  | 尾方真生 | 25 | 福岡   | 118  | L1   | 3/4身 | 11.9 |           |         |                |

### 配当金額（ガールズ）
|    | 2車連 | 2車連        | 3連勝 | 3連勝         | ワイド      | ワイド                             |
| -- | ----- | ------------ | ----- | ------------- | ----------- | ---------------------------------- |
| 複 | 3=7   | 830円00(5)   | 3=5=7 | 2,910円0(14)  | 3=7 5=7 3=5 | 330円00(5) 1,860円0(21) 410円00(6) |
| 単 | 7-3   | 4,660円0(11) | 7-3-5 | 40,490円0(73) | 3=7 5=7 3=5 | 330円00(5) 1,860円0(21) 410円00(6) |

## エピソード
- 静岡での開催は、古性優作が制覇したKEIRINグランプリ2021以来3年ぶり3回目（次回は平塚で開催される）。

- 今開催のキャッチフレーズは「運命が、廻り出す。」。

- 今開催の特別観覧席に関しては、前年同様に最終日の30日のみ事前発売とした。また、今回も2025年日本国際博覧会（大阪・関西万博）協賛レースとなった[26]。

- 恒例のKEIRINグランプリ2024前夜祭については、12月17日にグランドニッコー東京 台場にて共同記者会見と共に行ったが、本年も事前抽選を行った上で選ばれたファンを迎えて行った。また前年同様、共同記者会見と前夜祭はSPEEDチャンネルで生中継された。なお、2018年では行われた静岡でのファンパーティー[注 2]については、今回は開催されなかった。

- 今回は、B2リーグのベルテックス静岡[注 3]とのコラボレーションを実施。18日に行われた静岡対神戸戦（静岡市中央体育館）では「KEIRINグランプリ2024 SHIZUOKA presents」と銘打ち、静岡競輪による冠協賛試合として開催された。

- トリプルグランプリの表彰式は、2018年と同じ4コーナー下の特設ブースにて行われた。優勝者インタビュアーは市田佳寿浩が務めた。また、KEIRINグランプリ2024の表彰式プレゼンターは、静岡県出身の大相撲力士・熱海富士朔太郎（当日はトークショーで来場）が務めた[27]。

- GP単体の売上額は8年連続で前年よりアップの64億3148万7100円[28]であった。なお、初日のヤンググランプリは前年比5.5％増の8億7493万4200円[29]、2日目のガールズグランプリは前年比4.1％増の9億2769万2200円[30]となった。

- シリーズ全体の目標額は145億円だったが[31]、3日間の総売上額は前年比0.8％増の142億1483万2700円[32]で目標には届かなかった。なお、各日ごとの入場者数と売上額は、初日入場4,871人・売上24億3953万2500円[33]、2日目入場6,560人・売上26億9724万1900円[34]、最終日入場19,064人・売上90億7805万8300円[35]。

### 放送関係
- 地上波では、最終日の16:00 - 16:55に「坂上忍の勝たせてあげたいTV  KEIRINグランプリ2024（GP）人力最速王決定戦」《日本テレビ系列全国ネット・3日間全てTVerでも同時&見逃し配信を実施》を放送[36][37]。スタジオ司会は3日間共通で坂上忍と宇垣美里、ゲストは武豊（当日はトークショーで来場）と吉村崇（平成ノブシコブシ・2日目のガールズにもVTRにて出演）と3日間共通で武井壮、 解説は滝澤正光（当時日本競輪選手養成所所長）、実況は3日間共通で橋本悠督。なお、前年まで解説を務めていた加藤慎平は、自身が司会であるチャリロトの配信番組「ぺーちゃんねる」を優先したため[注 4]、本年は2020年[注 5]以来4年ぶりに地上波に出演しなかった。また、この中継ではBS日テレのみの初日も含めてバンク内に設置したカメラを用いた自由視点映像も放映した[注 6]。なお、ヤングを除いて当日のNNNニュース&スポーツでもダイジェスト放映された。
  - BS日テレと日本テレビ[注 7]（関東ローカル）では、初日の16:00 - 17:00にヤンググランプリ[38]「ヤンググランプリ2024（GII）アスリートが行く！神社仏閣巡り～若手人力最速王になりたい！～」と、2日目の16:05 - 16:55にガールズグランプリ[39]「ガールズグランプリ2024（GP）人力最速女王決定戦」も放映した。解説はヤングが中野浩一、ガールズが高木真備。なお、地元の静岡県では静岡第一テレビ（Daiichi-TV）が放送を見送った為に両日共に放送されなかった[注 8]。

- BS放送では「KEIRINグランプリ2024」《NHK BS》を放送。リポーターは池野健アナウンサー、解説は中野浩一、実況は稲垣秀人アナが担当。

- 今回もラジオでも放送された。2日目のガールズも含めて、ラジオNIKKEI第2放送でも放送された[注 9]。ゲストはガールズが高木真備（事前収録のインタビューでの出演）と岡部玲子、KEIRINグランプリが菱田裕二騎手、現地リポートは両日ともに中野雷太アナ、解説も両日ともに須田鷹雄、実況は両方山本直アナが担当。

### 競走データ
- 優勝賞金は本年も増額され、副賞込みで初めて1億4000万円に到達した。これにより、優勝した古性優作は前年同様、月間獲得賞金額最高記録を更新した（これまでは前年の松浦悠士）。

- 本大会（KEIRINグランプリ2024シリーズ）より男子選手のユニフォームがリニューアルされたことに伴い、グランプリ出場9選手は新ユニフォーム、ヘルメットカバー、レーサーパンツでレースに挑んだ（前もってデザインは11日に、新ユニフォームは17日の共同記者会見で、それぞれ発表された）[40][41][42]。

- 10月の世界選手権＜英語版＞男子ケイリンにおいて山崎賢人が優勝したが、当年の特例出場は『パリオリンピックケイリン優勝』が条件となっていたため、補欠だった山崎は特例での出場はならなかった[注 10]。なお、女子ケイリンにおいて優勝した佐藤水菜は11月の競輪祭女子王座戦を優勝していたためGI優勝者として2日目のガールズグランプリに出場して準優勝だった。佐藤は今回、グローブを着用せずレースに臨んだ。

- 本年も、KEIRINグランプリの出場選手は開催初日の28日に競輪場入りした。なお、岩本俊介は1日早く27日[注 11]に競輪場入りしてしまい『門前払い』されるハプニングがあった[43]。

- 寺内大吉記念杯競輪決勝戦・ヤンググランプリ・ガールズグランプリの選手入場時の選手名読み上げは半田いまりが、KEIRINグランプリの選手入場時の選手名読み上げは高橋正純が担当。選手入場曲は、ガールズグランプリは『FLY』（ALLY&DIAZ feat.MINMI&SATOSHI from 山嵐）を使用。なお、ファンファーレは全レース普通開催用が使われた（寺内大吉記念杯決勝戦は普通開催決勝戦用・トリプルグランプリは特別競輪決勝戦用）。

- 1番車・古性優作、9番車・脇本雄太という車番は、3年連続となった[44]。

- ガールズグランプリは石井寛子が7年ぶり2回目の優勝。優勝賞金1430万円（副賞込み）を加え年間獲得賞金額を3564万4000円とし、ガールズケイリン2人目の年間3000万円突破、かつ年間獲得賞金額新記録となった[45]。

- 古性優作が優勝したことにより、年間獲得賞金額が3億8311万5596円となり、2022年に脇本雄太が記録した3億584万2300円を大きく上回る、年間獲得賞金額過去最高を記録。また、競輪のみならず公営競技2人目の年間獲得賞金額3億円突破かつ賞金制プロスポーツによる年間獲得賞金額最高記録を達成した[27][46]。

- 静岡での開催は、前回に続き古性優作が連覇。これにより、静岡で開催されたグランプリは3大会連続で近畿勢の優勝となった（初開催となった2018年の優勝者は三谷竜生）。